# Ronsin (Léba)
Pour les articles homonymes, voir Ronsin.
Ronsin est une localité située dans le département de Léba de la province du Zondoma dans la région Nord au Burkina Faso.

## Géographie
Ronsin est situé à 6 km au sud-ouest de Léba, le chef-lieu du département, et à 3 km au sud de Bougounam, la principale localité de la zone. Le village est traversé par la route nationale 2 reliant le centre au nord du pays.

## Santé et éducation
Le centre de soins le plus proche de Ronsin est le centre de santé et de promotion sociale (CSPS) de Bougounam (dans le département voisin de Gourcy) tandis que le centre médical avec antenne chirurgicale (CMA) de la province se trouve à Gourcy.